# 원미로
원미로는 경기도 부천시 소사구 심곡본동 소명지하차도에서 원미동 일대를 거쳐 여월동 여월정수장삼거리까지 잇는 도로이다.

## 역사
- 2009년 11월 12일 : 도로명을 원미로로 결정[1]

## 특징
소명지하차도에서는 경인로에서 인천 방면 차로에서만 진입이 가능하고, 원미로에서 소명지하차도를 통해 진출할 때 역시 인천 방면으로만 진출이 가능하다. 여월정수장삼거리(여월동) ~ 당아래사거리 구간은 오래전에 왕복 2차선 도로였으나 소사로가 생기면서 여월동에서 당아래사거리 방면으로만 이용 가능한 편도 2차선 도로로 변경되었다.

## 경유지
소명지하차도 - 소명사거리 - 소명여고사거리 - 원미사거리 - 조마루삼거리 - 당아래사거리 - 여월정수장삼거리